# Estarroa
Estarroa/Estarrona és un poble i concejo pertanyent al municipi de Vitòria. Tenia 34 habitants en (2008). Està enclavat en la Zona Rural Nord-oest de Vitòria. El 2007 tenia 58 habitants.
Es troba sobre un pujol de la Planada Alabesa, i proper a la carretera que uneix Vitòria amb Otogoien. Fins a 1975 pertanyia al municipi de Mendoza.